# Hans Christian Sørensen (gimnastyk)
Hans Christian Sørensen (ur. 11 października 1900 w Drigstrup, zm. 23 stycznia 1984 tamże) – duński gimnastyk, medalista olimpijski.
W 1920 r. reprezentował barwy Danii na letnich igrzyskach olimpijskich w Antwerpii, zdobywając srebrny medal w ćwiczenia z przyrządem drużynowo.